# Таизо Кавамото
Таизо Кавамото (јап. 川本 泰三; 17. јануар 1914 — 20. септембар 1985) био је јапански фудбалер.

## Каријера
Током каријере је играо за Васеда ВМВ и Осака.

## Репрезентација
За репрезентацију Јапана дебитовао је 1934. године. Учествовао је и на олимпијским играма 1936. и олимпијским играма 1956. За тај тим је одиграо 9 утакмица и постигао 4 гола.

## Статистика
| Јапан  | Јапан   | Јапан  |
| Година | Наступи | Голови |
| ------ | ------- | ------ |
| 1934.  | 3       | 2      |
| 1935.  | 0       | 0      |
| 1936.  | 2       | 1      |
| 1937.  | 0       | 0      |
| 1938.  | 0       | 0      |
| 1939.  | 0       | 0      |
| 1940.  | 1       | 1      |
| 1941.  | 0       | 0      |
| 1942.  | 0       | 0      |
| 1943.  | 0       | 0      |
| 1944.  | 0       | 0      |
| 1945.  | 0       | 0      |
| 1946.  | 0       | 0      |
| 1947.  | 0       | 0      |
| 1948.  | 0       | 0      |
| 1949.  | 0       | 0      |
| 1950.  | 0       | 0      |
| 1951.  | 0       | 0      |
| 1952.  | 0       | 0      |
| 1953.  | 0       | 0      |
| 1954.  | 3       | 0      |
| Укупно | 9       | 4      |